# Gita Mehta
Gita Mehta (* 1943 in Delhi; † 16. September 2023 ebenda) war eine indische Autorin und Fernsehproduzentin.

## Leben
Sie war Autorin von drei Büchern: Karma Cola, River Sutra, und Raj (dt. Die Maharani). Ihre Artikel wurden in 13 Sprachen übersetzt und in 27 Ländern veröffentlicht. Des Weiteren hat sie 14 Fernsehdokumentationen für Sender in Europa und den Vereinigten Staaten produziert oder war deren Regisseurin.
Sie lebte in New York, London und Neu-Delhi. Ihr Ehemann war der Verleger Sonny Mehta (1942–2019). Sie war die Tochter des früheren Chief Ministers von Orissa Biju Patnaik, ihr jüngerer Bruder Naveen Patnaik bekleidet das Amt des Chief Ministers in dem Bundesstaat seit 2001.
Mehta starb am 16. September 2023 im Alter von 80 Jahren in Delhi.